# لو بينيت
لو بينيت (بالإنجليزية: Lou Bennett)‏ هو عازف بيانو أمريكي، ولد في 18 مايو 1926 في فيلادلفيا في الولايات المتحدة، وتوفي في 10 فبراير 1997 في باريس في فرنسا.

## وصلات خارجية
- الموقع الرسمي
- لو بينيت على موقع ميوزك برينز (الإنجليزية)
- لو بينيت على موقع أول ميوزيك (الإنجليزية)
- لو بينيت على موقع ديسكوغز (الإنجليزية)